# Maria Bethânia - Pedrinha de Aruanda
Maria Bethânia - Pedrinha de Aruanda é um filme documentário brasileiro de 2006 dirigido por Andrucha Waddington que mostra a cantora Maria Bethânia na intimidade com sua família, comemorando 60 anos de idade e cantando ao lado da mãe, Dona Canô, e do irmão Caetano Veloso, em sua casa na cidade de Santo Amaro da Purificação, na Bahia.